# Łukasz Myszkowski
Łukasz Józef Myszkowski (ur. 25 maja 1971) – polski muzyk, kompozytor, wokalista, autor tekstów i instrumentalista. Łukasz Myszkowski znany jest przede wszystkim jako wokalista awangardowego zespołu grindcore'owego Antigama. W latach 90. XX w. był także gitarzystą i wokalistą w death-thrashmetalowym zespole Sparagmos.

## Dyskografia
- Sparagmos - Invitation from Host of Wrath (1992, Metal Mind Productions)
- Sparagmos - Error (1994, Metal Mind Productions)
- Sparagmos - Conflict (1999, Metal Mind Productions)
- Antigama - Intellect Made Us Blind (2002, The Flood Records)
- Antigama - Discomfort (2004, Extremist Records)
- Antigama - Zeroland (2005, SelfMadeGod Records)
- In - Inside (2005, Contras Records)[4]
- Antigama - Resonance (2007, Relapse Records)
- Starsplanesandcircles - Structures (2009, Sound.own)
- A Sea Ov Smoke - Usu (2012, Sound.own)[5]